# Aequipecten lineolaris
Aequipecten lineolaris är en musselart som först beskrevs av Jean-Baptiste Lamarck 1819.  Aequipecten lineolaris ingår i släktet Aequipecten och familjen kammusslor. Inga underarter finns listade i Catalogue of Life.